# Elfriede Lender

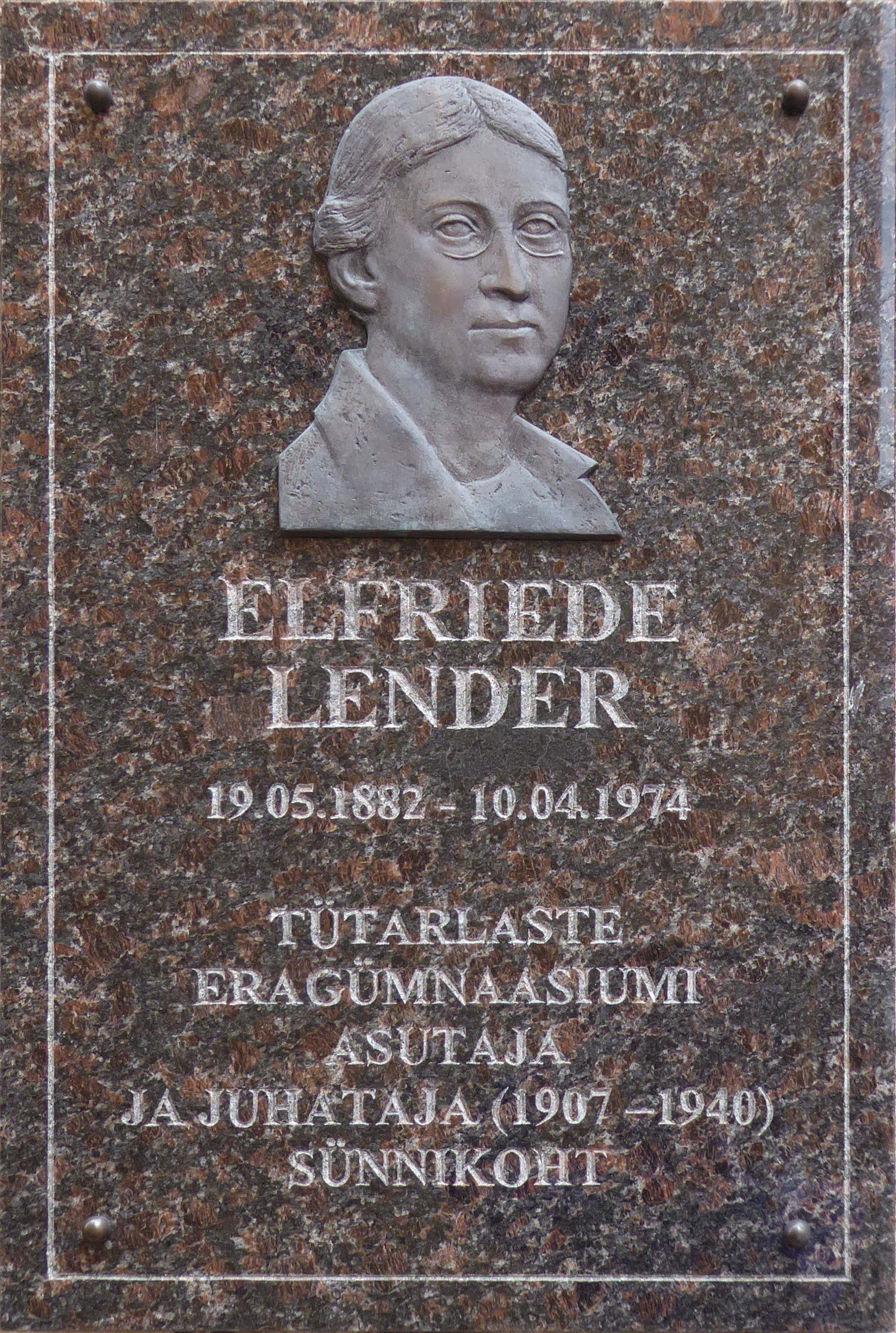
Gedenktafel für Elfriede Lender in Tallinn

Elfriede Lender (geb. Meikov, auch Elfriide Lender, Elfriide Amanda Lender, * 7. Maijul. / 19. Mai 1882greg. in Tallinn; † 10. April 1974 in Stockholm) war eine estnische Pädagogin.

## Leben
Lender machte 1900 in Tallinn ihr Abitur und arbeitete anschließend als Lehrerin. 1907 gründete sie in Tallinn das erste Privatgymnasium für Mädchen im damaligen Gouvernement Estland, das bis 1940 existierte. Von 1920 bis 1927 war Lender in der Universität Tartu immatrikuliert, zunächst als Gasthörerin, später regulär in der philosophischen Fakultät. Sie war verheiratet mit dem Ingenieur und Politiker Voldemar Lender.
Nach der Sowjetisierung Estlands im Juni 1940 verlor sie ihren Posten, die Schule wurde in „8. Gymnasium Tallinns“ umbenannt. Während der kurz darauf folgenden Besetzung Estlands durch die deutsche Wehrmacht war Elfriede Lender wieder an der Schule tätig. Vor der erneuten Besetzung durch sowjetische Truppen floh sie 1944 nach Schweden. Im schwedischen Exil arbeitete sie von 1945 bis 1962 in der Schulverwaltung von Stockholm.

## Das Privatgymnasium
Lender war bekannt für ihre hohen Ansprüche und ihre Betonung der Kenntnis von Fremdsprachen, wodurch das Gymnasium einen guten Ruf hatte. Bis 1918 fand der Unterricht auf Russisch statt, weil Lender glaubte, dass die Absolventinnen dadurch bessere Chancen auf dem Arbeitsmarkt hätten. Nach der Unabhängigkeit Estlands wurde der Unterricht auf Estnisch umgestellt. Zu den bekannteren Lehrkräften des Gymnasiums zählten der Schriftsteller Ernst Peterson-Särgava (Estnisch) und die Schriftstellerin und Übersetzerin Marta Sillaots.

## Sekundärliteratur
- Valeeria Villandi: Teine Eesti tütarlastegümnaasium, in: Looming 10/1087, S. 1426–1428.